# Diego Leandro Medina
Diego Leonardo Medina (nacido el 16 de diciembre de 1991) es un futbolista profesional argentino que juega como delantero en Estudiantes de San Luis.

## Trayectoria
Medina inició su carrera en el Deportivo Armenio. Estuvo en el club entre 2009 y 2018, anotando diez goles en ciento ocho partidos de Primera B Metropolitana. En ese tiempo, estuvo cedido cinco veces, primero a San Telmo para disputar el campeonato de primera B 2012-13 ; disputando 15 partidos. En Ferro Carril Oeste de la Primera B Nacional fue cedido en enero de 2015. Marcó su primer gol el 22 de septiembre ante Gimnasia y Esgrima. Medina pasó la primera mitad de 2016 en Almagro, anotando goles frente a Boca Unidos, Atlético Paraná, Douglas Haig, Brown y Juventud Unida Universitario.
Para el resto de 2016, Medina se unió al equipo de segunda división Instituto en calidad de préstamo. Convirtió un gol en veinticinco partidos, y terminó sexto en el campeonato. Su último préstamo se confirmó el 15 de agosto de 2017, con el fichaje del delantero en Flandria. Sufrió el segundo descenso de su carrera, luego de que terminaran vigésimo cuarto con Medina jugando veinte veces y anotando dos veces. En julio de 2018, Medina dejó el Deportivo Armenio de forma permanente luego de que se acordara su pase a Defensores de Belgrano de la Primera B Nacional. Hizo su debut el 24 de julio durante una derrota por 4-1 en la Copa Argentina ante el Atlético de Rafaela.

## Estadísticas
Actualizado al 16 de octubre de 2022

| Deportivo Armenio Argentina | 3ª                    | 2009-10               | ?   | ?  | 0 | 0 | — | — | ?   | ?  |
| Deportivo Armenio Argentina | 3ª                    | 2010-11               | ?   | ?  | 0 | 0 | — | — | ?   | ?  |
| Deportivo Armenio Argentina | 3ª                    | 2011-12               | ?   | ?  | 0 | 0 | — | — | ?   | ?  |
| Deportivo Armenio Argentina | Total                 | Total                 | 59  | 5  | 0 | 0 | 0 | 0 | 59  | 5  |
| San Telmo Argentina | 3ª                    | 2012-13               | 15  | 0  | 1 | 0 | — | — | 16  | 0  |
| San Telmo Argentina | Total                 | Total                 | 15  | 0  | 1 | 0 | 0 | 0 | 16  | 0  |
| Deportivo Armenio Argentina | 3ª                    | 2013-14               | 36  | 2  | 1 | 0 | — | — | 37  | 2  |
| Deportivo Armenio Argentina | 3ª                    | 2014                  | 16  | 3  | 1 | 0 | — | — | 17  | 3  |
| Deportivo Armenio Argentina | Total                 | Total                 | 52  | 5  | 2 | 0 | 0 | 0 | 54  | 5  |
| Ferro Argentina | 2ª                    | 2015                  | 24  | 1  | 0 | 0 | — | — | 24  | 1  |
| Ferro Argentina | Total                 | Total                 | 24  | 1  | 0 | 0 | 0 | 0 | 24  | 1  |
| Almagro Argentina | 2ª                    | 2016                  | 18  | 5  | 1 | 0 | — | — | 19  | 5  |
| Almagro Argentina | Total                 | Total                 | 18  | 5  | 1 | 0 | 0 | 0 | 19  | 5  |
| Instituto Argentina | 2ª                    | 2016-17               | 25  | 1  | 0 | 0 | — | — | 25  | 1  |
| Instituto Argentina | Total                 | Total                 | 25  | 1  | 0 | 0 | 0 | 0 | 25  | 1  |
| Flandria Argentina | 2ª                    | 2017-18               | 20  | 2  | 1 | 0 | — | — | 21  | 2  |
| Flandria Argentina | Total                 | Total                 | 20  | 2  | 1 | 0 | 0 | 0 | 21  | 2  |
| Defensores de Belgrano Argentina | 2ª                    | 2018-19               | 15  | 0  | 1 | 0 | — | — | 16  | 0  |
| Defensores de Belgrano Argentina | Total                 | Total                 | 15  | 0  | 1 | 0 | 0 | 0 | 16  | 0  |
| Deportivo Armenio Argentina | 3ª                    | 2019-2020             | 17  | 3  | 0 | 0 | — | — | 17  | 3  |
| Deportivo Armenio Argentina | 3ª                    | 2021                  | 20  | 4  | 0 | 0 | — | — | 20  | 4  |
| Deportivo Armenio Argentina | Total                 | Total                 | 37  | 7  | 0 | 0 | 0 | 0 | 37  | 7  |
| Total en Dep. Armenio | Total en Dep. Armenio | Total en Dep. Armenio | 148 | 17 | 1 | 0 | 0 | 0 | 149 | 17 |
| Estudiantes (SL) Argentina | 3ª                    | 2022                  | 24  | 2  | 0 | 0 | — | — | 24  | 2  |
| Estudiantes (SL) Argentina | Total                 | Total                 | 24  | 2  | 0 | 0 | 0 | 0 | 24  | 2  |
| Total en su carrera | Total en su carrera   | Total en su carrera   | 289 | 28 | 6 | 0 | 0 | 0 | 295 | 28 |
| (1) La copa nacional se refiere a la Copa Argentina y Supercopa Argentina . (2) La copa internacional se refiere a la Copa Sudamericana, Recopa Sudamericana, Copa Libertadores y Copa Suruga Bank. |                       |                       |     |    |   |   |   |   |     |    |